# Antônio Éder
Antônio Éder est né à Curitiba, au Brésil, le 19 février 1971. C'est un dessinateur de bande-dessinée, également coéditeur chez Editora Nona Arte, avec André Diniz.
Auteur de plusieurs ouvrages de bande-dessinée, il a également dessiné pour la revue Metal Pesado (1997) et le journal Gazeta do Povo (2001).
Il travaille aujourd'hui dans l'animation. 